# Milnerton
Milnerton è un sobborgo della municipalità metropolitana di Città del Capo, in Sudafrica, ubicato sulle sponde dell'Oceano Atlantico, 11 km a nord dal centro del capoluogo.
Nel 2011 contava circa 95 630 abitanti, su un'estensione di 43,70 km².
La zona di Milnerton include Cambridge Estate, Century City, Du Noon, il Joe Slovo Park, la spiaggia della laguna, Royal Ascot, Sanddrift, Tygerhof e l'isola Woodbridge.
Milnerton è nota per la sua laguna, formata dalla foce del fiume Diep e ornata di numerosi palmizi, oltre che attraversata da un ponte in legno che congiunge la terraferma all'isola appunto detta Woodbridge.
Ci sono due riserve di protezione naturalistica gestite dall'amministrazione di Città del Capo, la Rietvlei Wetland Reserve, che comprende la laguna, e la Milnerton Racecourse Nature Reserve.

## Monumenti e luoghi d'interesse
- Faro di Milnerton

## Galleria d'immagini

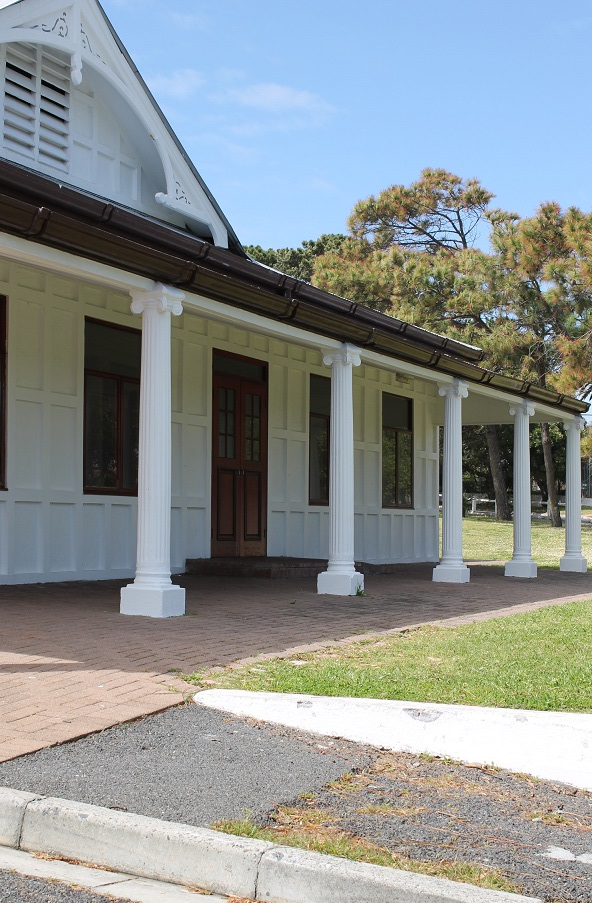
Il municipio
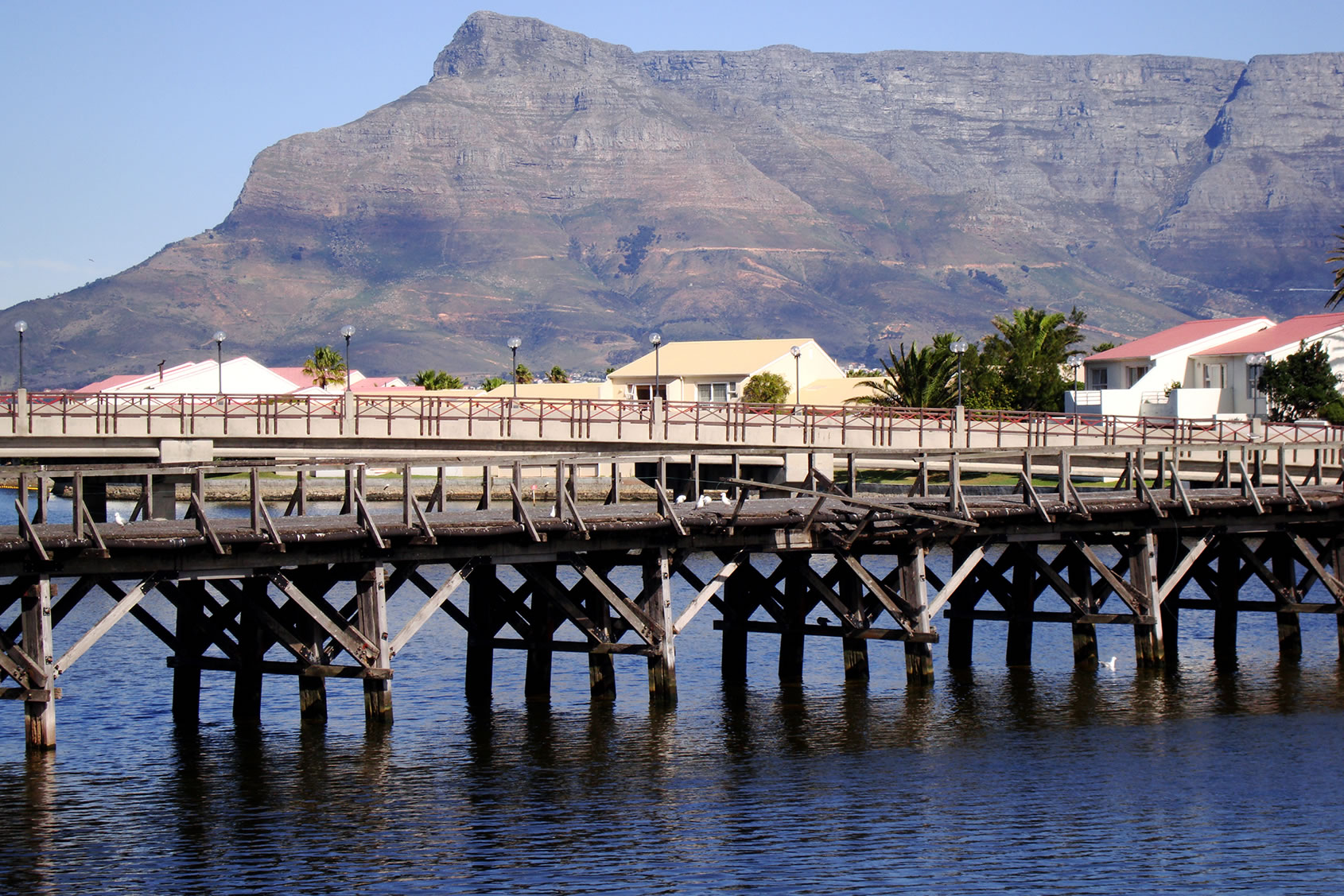
Il vecchio ponte di legno che attraversa la laguna
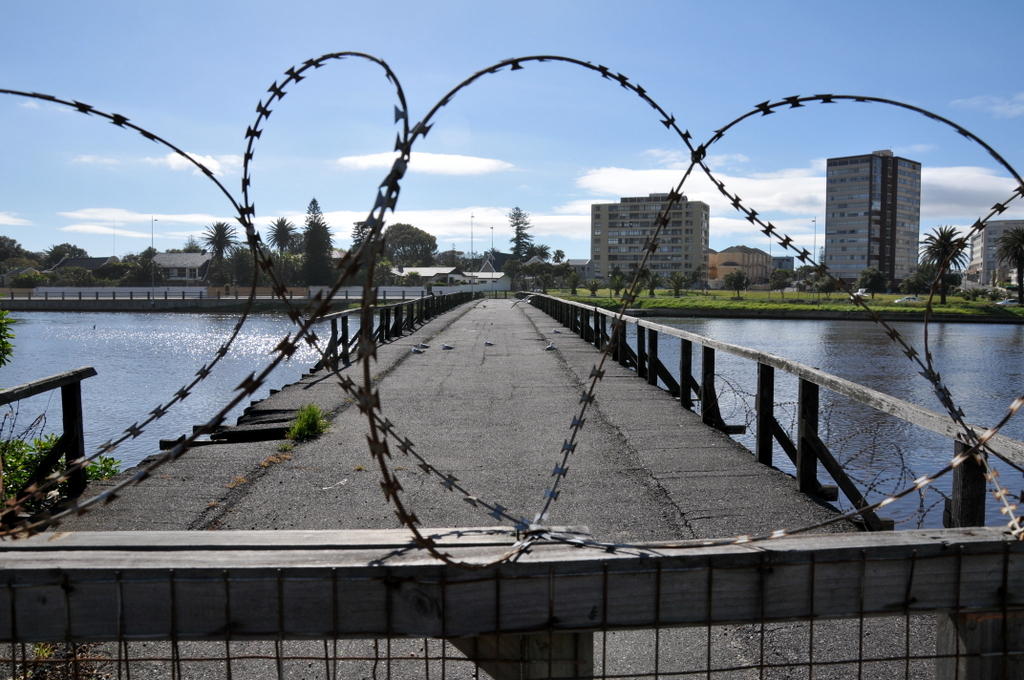
Milterton vista da un capo del vecchio ponte di legno, oggi monumento nazionale e interdetto all'attraversamento
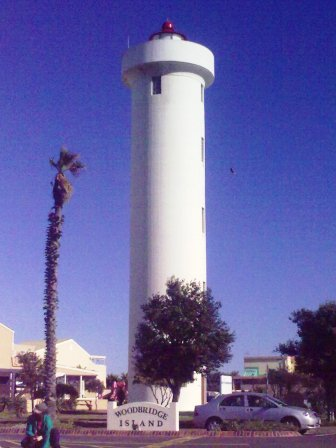
Il faro
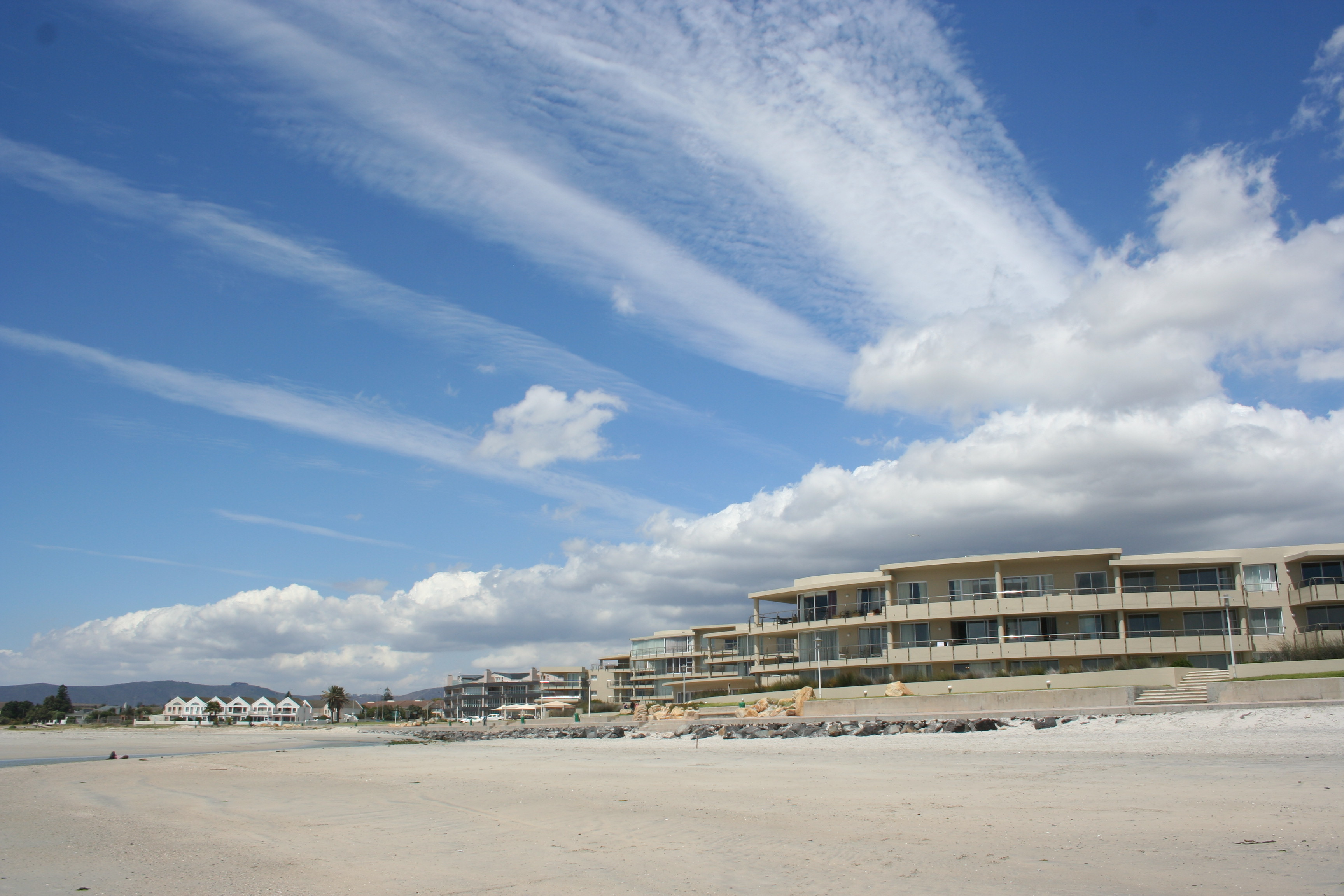
Costruzioni sulla spiaggia
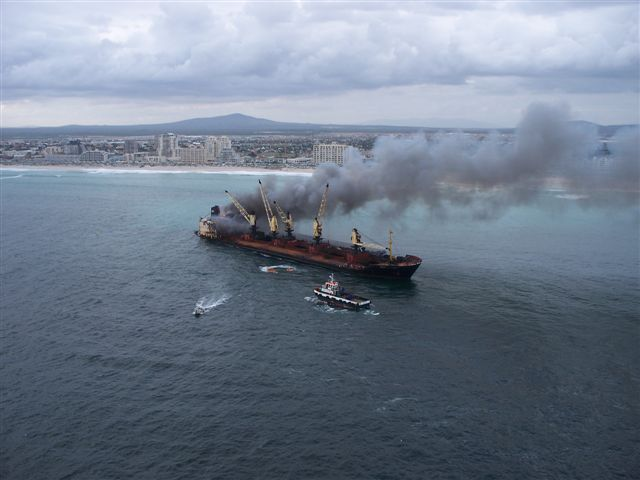
Incendio (1980) di una petroliera davanti alla spiaggia